# Playtest
Un playtest è un processo mediante il quale un autore di giochi testa un nuovo gioco per rilevare bug e difetti di progettazione prima di distribuirlo sul mercato. 
I playtest possono essere "aperti", "chiusi", "beta" o di altre tipologie e sono molto comuni con giochi da tavolo, giochi di carte collezionabili, giochi di ruolo e videogiochi, per i quali sono diventati una parte consolidata del processo di controllo della qualità. Una persona coinvolta nel test di un gioco viene definita "playtester".
Un playtest si definisce "aperto" quando è accessibile da chiunque desideri partecipare, oppure quando dei game designer reclutano playtester esterni al gruppo di progettazione. I potenziali tester di solito devono completare un sondaggio o fornire le proprie informazioni di contatto per essere presi in considerazione. 
Un test di gioco "chiuso" è un processo esclusivo dello staff di progettazione. Il beta testing infine si riferisce normalmente alle fasi finali del test appena prima dell'approdo sul mercato di un prodotto, e spesso viene eseguito come semi-aperto su una forma limitata del gioco per trovare eventuali problemi all'ultimo minuto. Con tutte le forme di playtest non è insolito che ai partecipanti venga richiesto di firmare un accordo di non divulgazione, al fine di proteggere i diritti d'autore dell'autore.
La parola "playtest" è anche comunemente usata in situazioni non ufficiali in cui un gioco viene testato da un gruppo di giocatori per uso privato o per indicare una situazione in cui viene testata una nuova strategia o meccanica di gioco.